# Elezioni comunali in Basilicata del 2018
Le elezioni comunali in Basilicata del 2018 si sono tenute il 10 giugno.